# Districtul Wadi Al Hayaa
Wadi Al Hayaa este un district în Libia. Are 72.587 locuitori pe o suprafață de 31.890 km².